# Rosy Gibb
Pour les articles homonymes, voir Gibb.
Rosemary ou Rosy Gibb, née le 8 novembre 1942 à Dublin et morte le 13 juillet 1997, est une travailleuse social, clown et magicienne irlandaise. 
Elle a été l'une des premières femmes à être accepté au Magic Circle.

## Biographie
Rosemary Gibb naît Rosemary Elizabeth Jane Gibson à Dublin le 8 novembre 1942. Elle est la seule enfant du chirurgien et hypnotiseur Jack Gibson, et de son épouse Elizabeth Maude Gibson (née James). Elle passe ses premières années à Guernesey, où son père est chirurgien pour les îles Anglo-Normandes. Adolescente, sa famille vit en Rhodésie et en Éthiopie. Dans sa jeunesse, elle souffre de la tuberculose, mais récupère et devient une athlète. Elle a représenté l'Irlande en natation, établissant un record national en dos. Elle représente les îles Anglo-Normandes en netball, équitation et tennis, et la Grande-Bretagne au saut d'obstacles. Pendant son séjour en Éthiopie, il est affirmé qu'elle a enseigné l'équitation aux petits-enfants d'Haile Selassie. Jeune femme, elle a été la première championne irlandaise de twist et a reçu une médaille d'or de la Royal Society for the Prevention of Cruelty to Animals pour avoir sauvé un chien de la noyade dans la rivière Liffey,.
En 1961, elle retourne en Irlande et s'inscrit au Trinity College de Dublin, où elle est connue pour sa nature extravertie et ses aptitudes académiques. Elle obtient de son diplôme en 1965 et continue avec un master en littérature anglo-irlandaise. C'est au Trinity College qu'elle rencontre Andrew Craddock Gibb avec qui elle se marie en 1967. Le couple a un fils et une fille. Le couple vit brièvement à Swords, Dublin, où Rosemary fonde un programme d'alphabétisation pour les enfants des Travellers de la région. La famille s'installe à Londres en 1968. Elle entame une formation en administration sociale à la London School of Economics. Dans son travail en tant que travailleuse social à Londres, elle continue à travailler avec la communauté du voyage. Cela inclut le lobbying pour l'amélioration des terrains de stationnement et des programmes éducatifs dans le centre de Londres. Ce travail a abouti à sa nomination comme première professeure officiellement désignée pour la communauté du voyage.
En 1978, Rosemary décide de changer de carrière et commence une formation de clown. Elle apprend à cracher du feu, la prestidigitation, la jonglerie, le mime, et l'art de l'évasion. Elle est récompensée du Time Out's Street Magician of the Year pour sa participation à l'International Festival of Street Magicians. Ayant d'abord joué dans la rue à Londres et à Brighton, elle se produit plus tard dans les bibliothèques, les écoles, les théâtres pour enfants et les centres communautaires. Elle participe à la création du théâtre pour enfants Old Vic. Elle est fortement impliquée dans les œuvres de charité, en particulier le divertissement et la formation des personnes ayant une déficience intellectuelle. Rosemary fait des tournées avec le British Council au Moyen-Orient, en Europe et en Asie. Lors de son retour de Londres à Brighton, elle a commencé à travailler de plus en plus comme magicienne, avec un ton décalé qui s'adresse à un public adulte. Rosemary a été l'une des premières femmes à être acceptée au Magic Circle. Elle a reçu le trophée Craig de l'International Brotherhood of Magicians en 1996. Elle meurt d'un cancer à Londres le 13 juillet 1997.